# Infosys
Infosys Technologies Limited est une société indienne de prestataire de services en informatique créée en 1981 par un groupe de sept hommes d'affaires indiens. Infosys Limited est spécialisée dans le conseil, la technologie, l'externalisation et les services de nouvelle génération.

## Histoire
Infosys est cofondée en 1981 par Narayana Murthy (beau-père de Rishi Sunak), Nandan Nilekani, N. S. Raghavan, S. Gopalakrishnan, S. D. Shibulal, K. Dinesh et Ashok Arora.
En avril 1992, la compagnie change son nom pour "Infosys Technologies Private Limited", puis à nouveau en juin de la même année pour "Infosys Technologies Limited". En juin 2011, elle prend son nom actuel "Infosys Limited".
Infosys s'implante en France en 2001.
En février 2015, Infosys acquiert Panaya, une entreprise américaine spécialisée dans l'automation. Le montat de l'acquisition est d'environ 200 millions de dollars.
Infosys est sponsor de l'ATP Tour, plus haut niveau du tennis international. L'ATP Tour comprend par exemple Roland Garros.
Infosys a annoncé le lancement d'Aster en juin 2024, une plateforme alimentée par l'IA conçue pour améliorer l'efficacité du marketing grâce à l'utilisation de l'intelligence artificielle.

### Centre de formation à Mysore

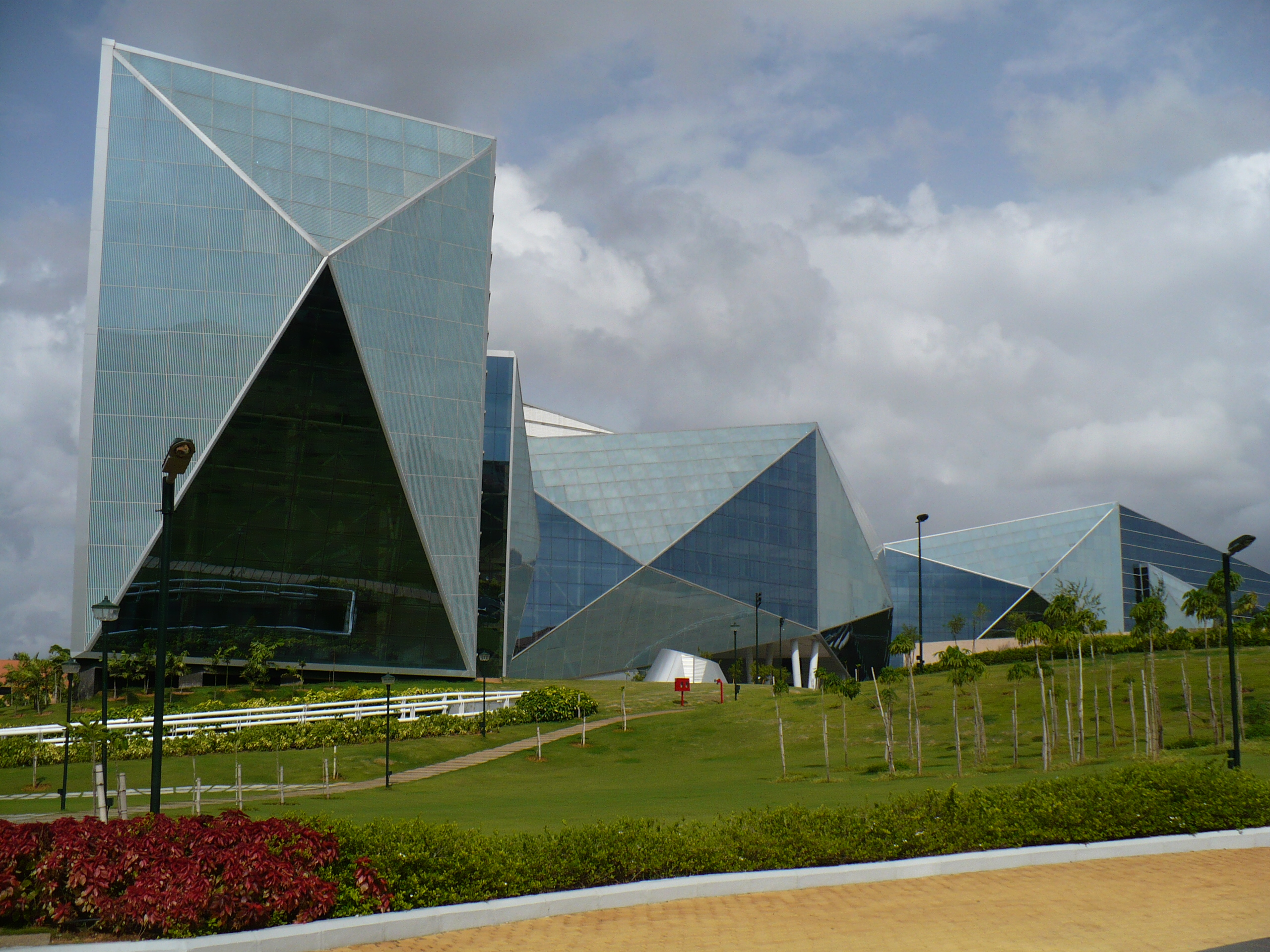
Le Centre de développement sur le campus de Mysore

Infosys finance un centre de formation à Mysore, l'Infosys Global Education Centre. C'est la plus grande université d'entreprise au monde, situé sur un campus de 337 acres, 200 salles de cours, et 400 enseignants. De 2002 à 2015, elle a formé environ 125 000 ingénieurs. Elle peut accueillir et former jusqu'à 14 000 employés à tout moment sur différentes technologies,.
L'Infosys Leadership Institute (ILI), situé à Mysore, dispose de 196 chambres et forme environ 4 000 stagiaires par an. Son principal objectif est de cultiver et de développer les cadres supérieurs d'Infosys, en les préparant aux fonctions de direction actuelles et futures.
Enfin, le centre de formation d'Infosys à Mysore propose une série d'installations extrascolaires, notamment des courts de tennis, des terrains de badminton et de basket-ball, une piscine, une salle de sport et une piste de bowling. Le campus dispose également d'un terrain de cricket de niveau international, approuvé par la BCCI.

## Prix Infosys
L'Infosys Science Foundation finance depuis 2008 le prix Infosys, une des récompenses scientifiques indiennes les mieux dotées[réf. nécessaire].

## Actionnaires
| Life Insurance India              | 6,30% |
| The Vanguard Group                | 2,90% |
| HDFC Asset Management             | 2,59% |
| Invesco Advisers                  | 2,54% |
| SBI Funds Management              | 2,51% |
| ICICI Prudential Asset Management | 2,39% |
| BlackRock Fund Advisors           | 2,36% |
| S. Gopalakrishnan                 | 2,24% |
| Fidelity Management & Research    | 1,77% |
| GIC Pte                           | 1,71% |

## Liste des PDG
| Nom                     | Période                      |
| ----------------------- | ---------------------------- |
| N. R. Narayana Murthy   | de 1981 à mars 2002          |
| Nandan Nilekani         | de mars 2002 à avril 2007    |
| S Gopalakrishnan        | de avril 2007 à août 2011    |
| S D Shibulal            | de août 2011 à juillet 2014  |
| Vishal Sikka            | de juillet 2014 à août 2017  |
| UB Pravin Rao (intérim) | de août 2017 à décembre 2017 |
| Salil S. Parekh         | depuis janvier 2018          |

## Galerie

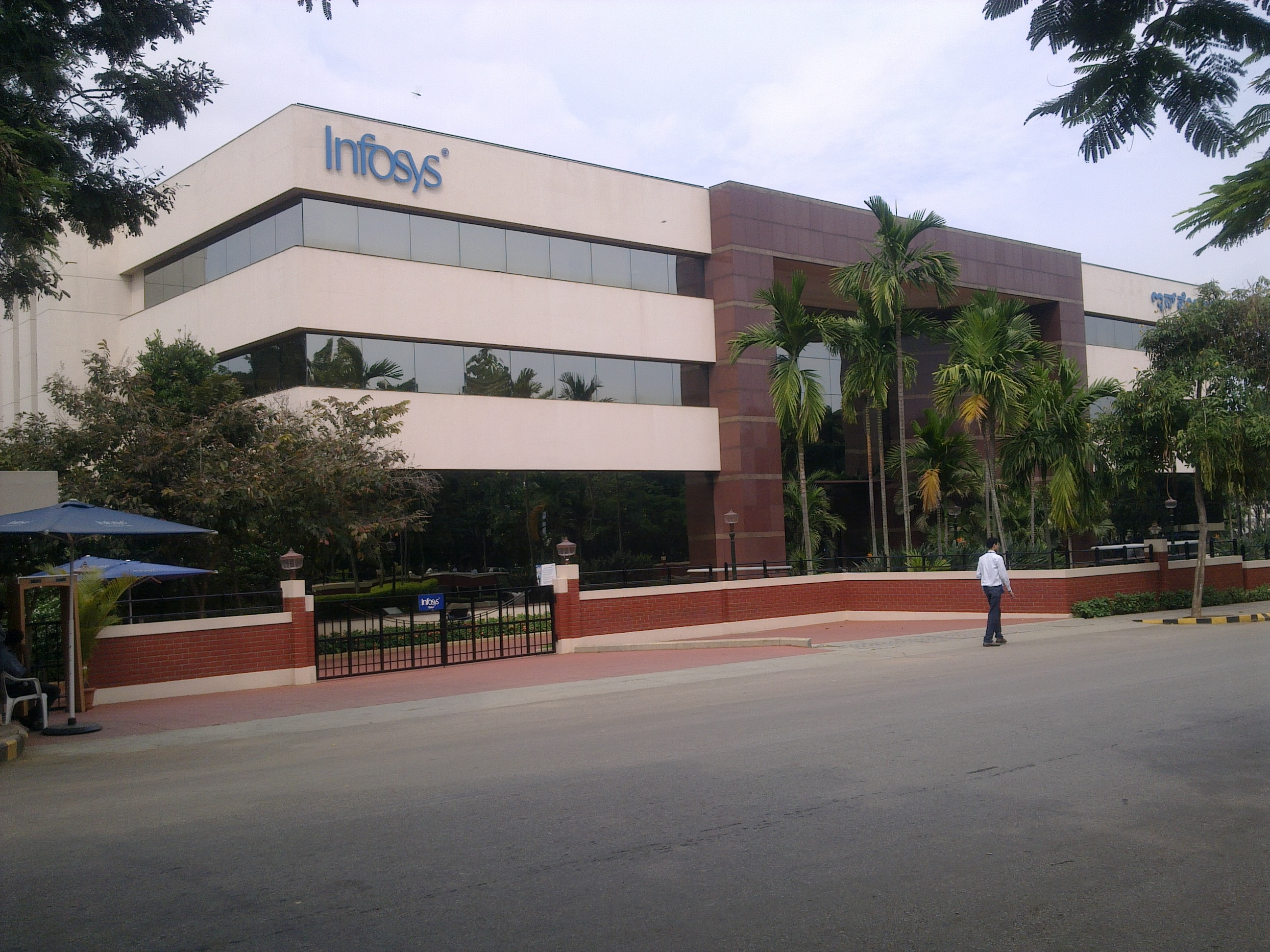
Siège social à Bangalore
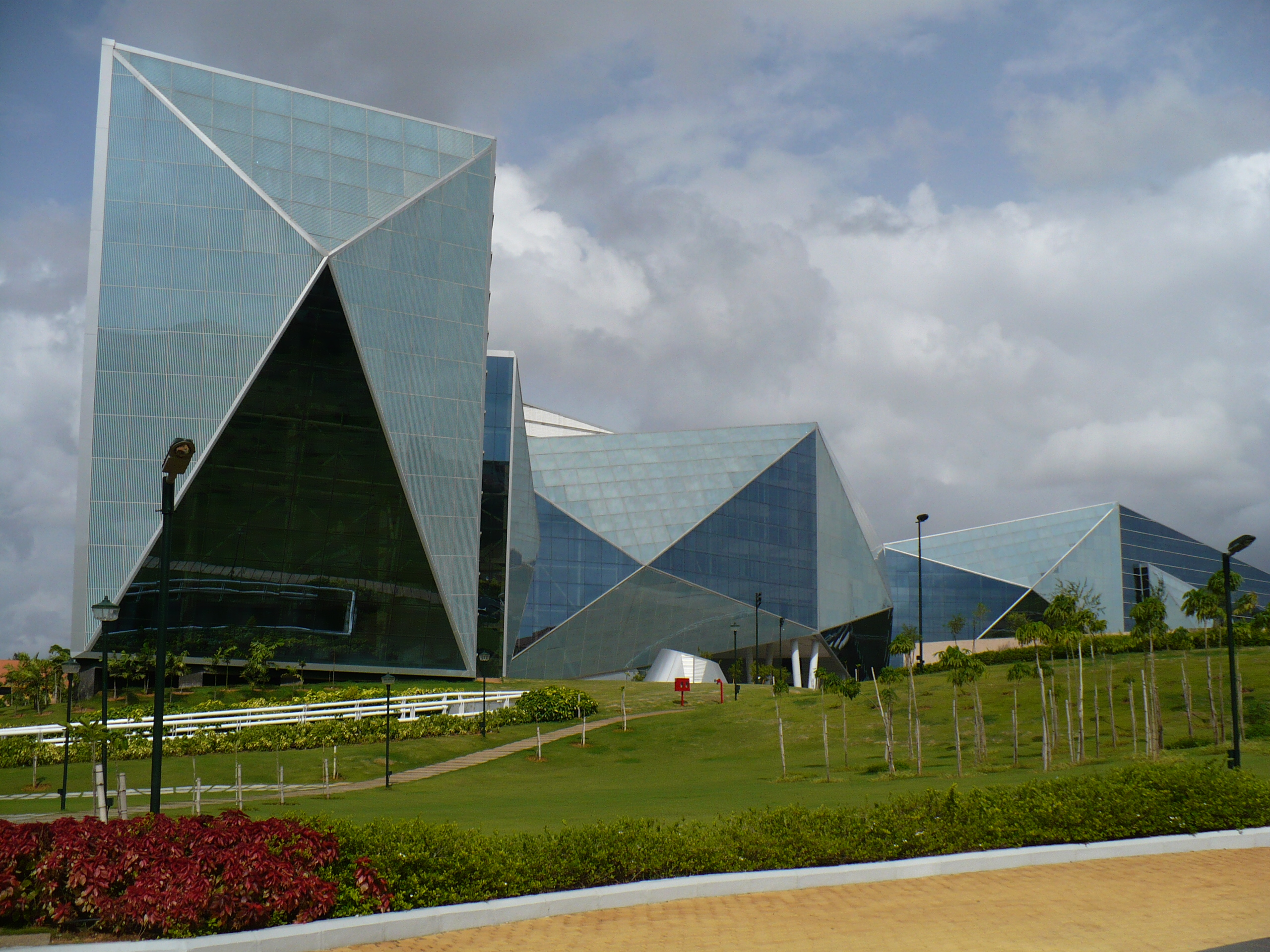
Infosys à Mysore
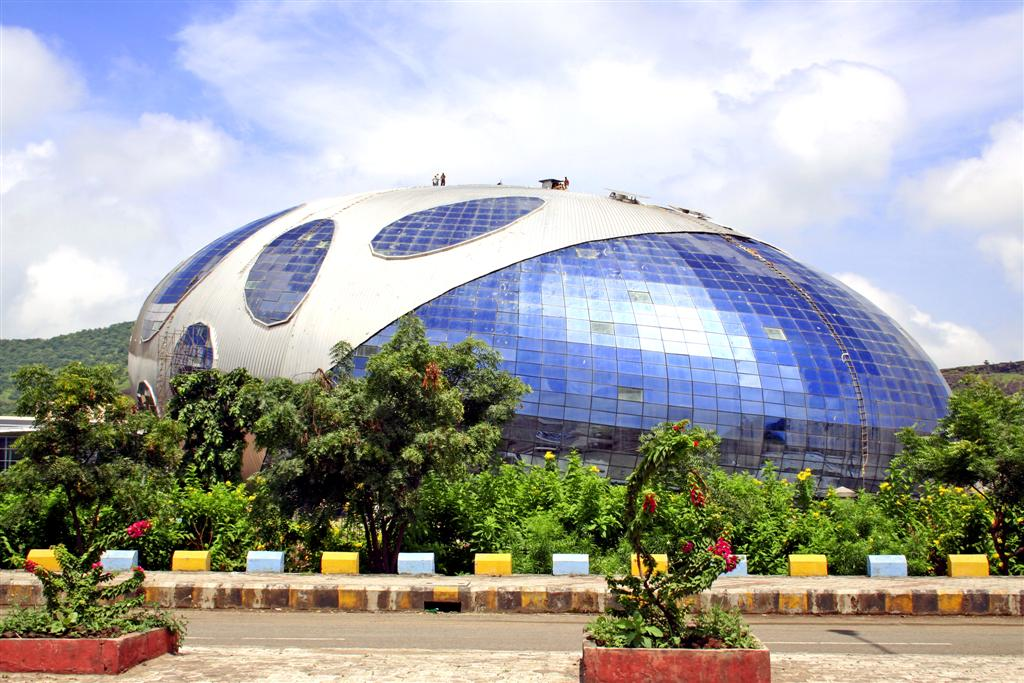
Infosys à Pune
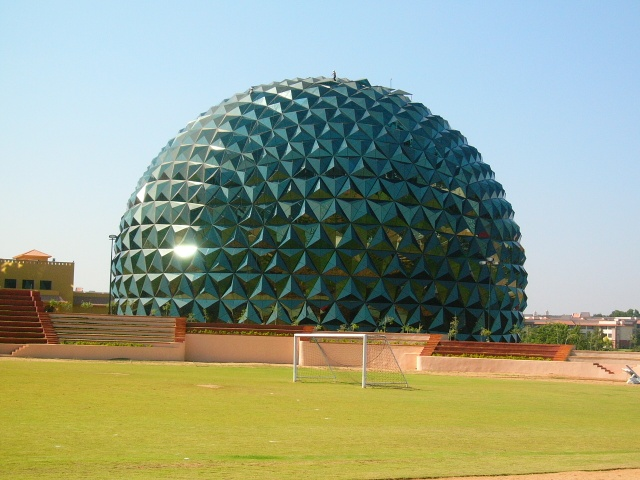
Salle de cinéma d'Infosys à Mysore
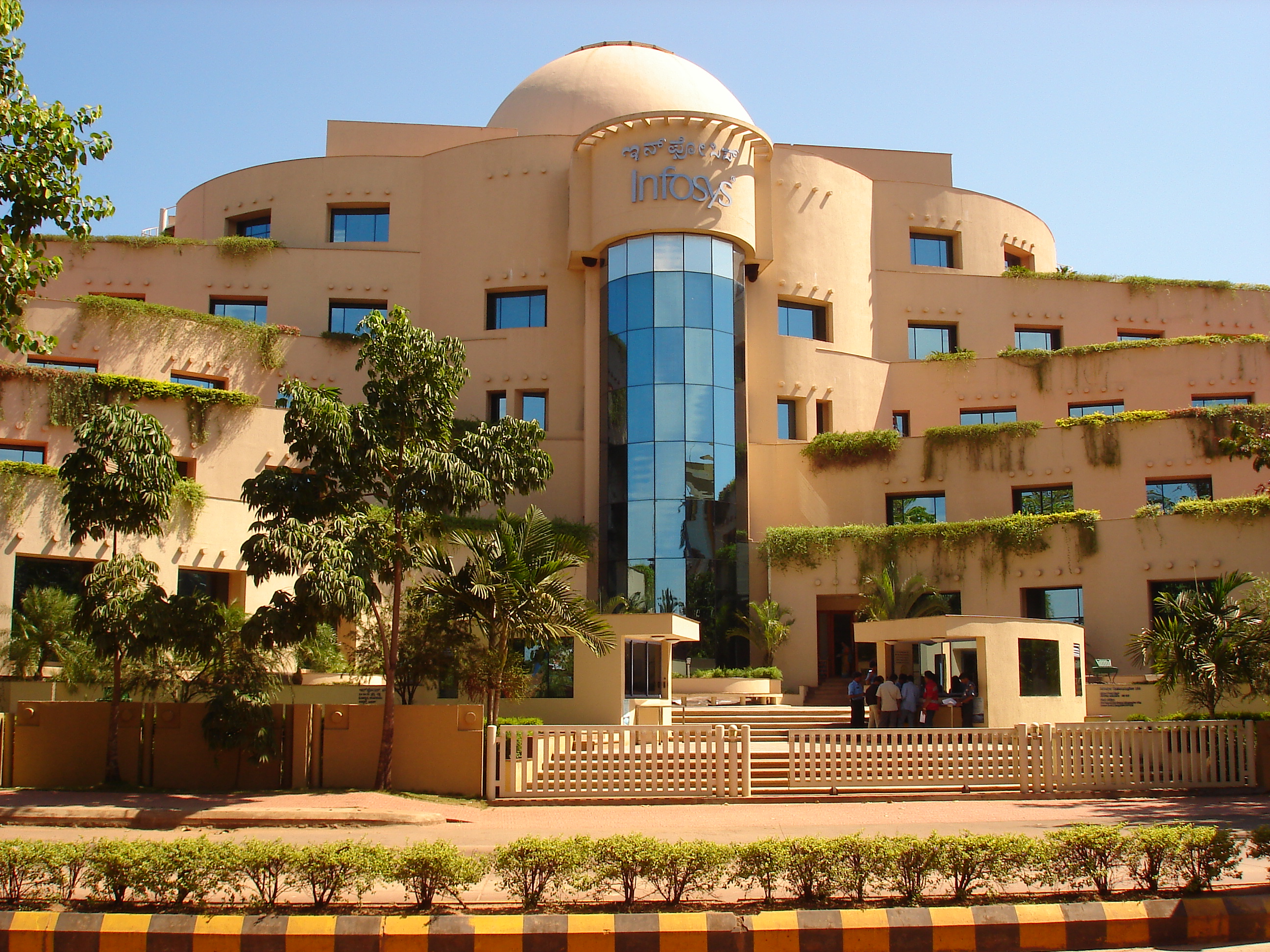
Camp d'Infosys à Bangalore
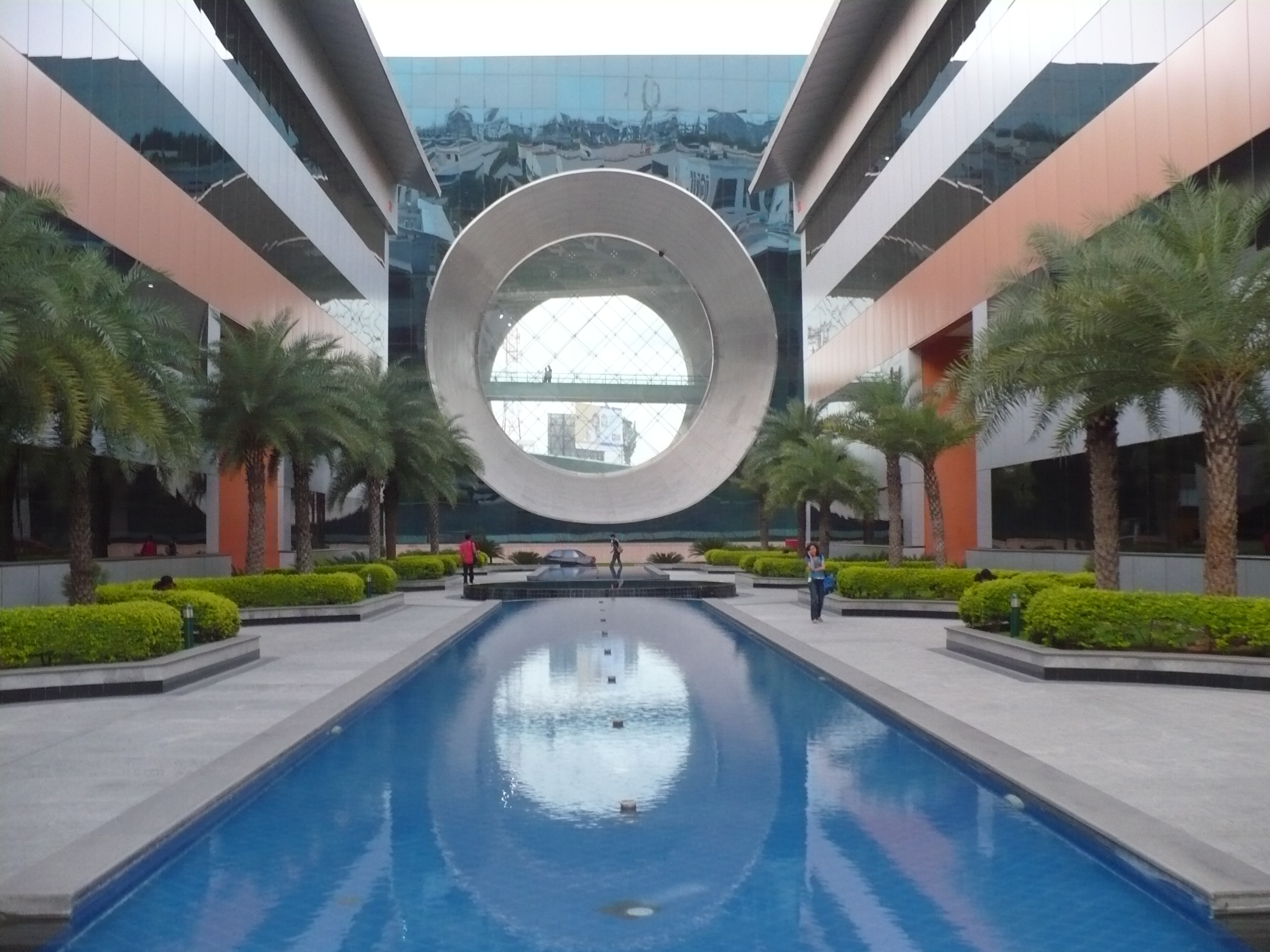
Campus de Bangalore
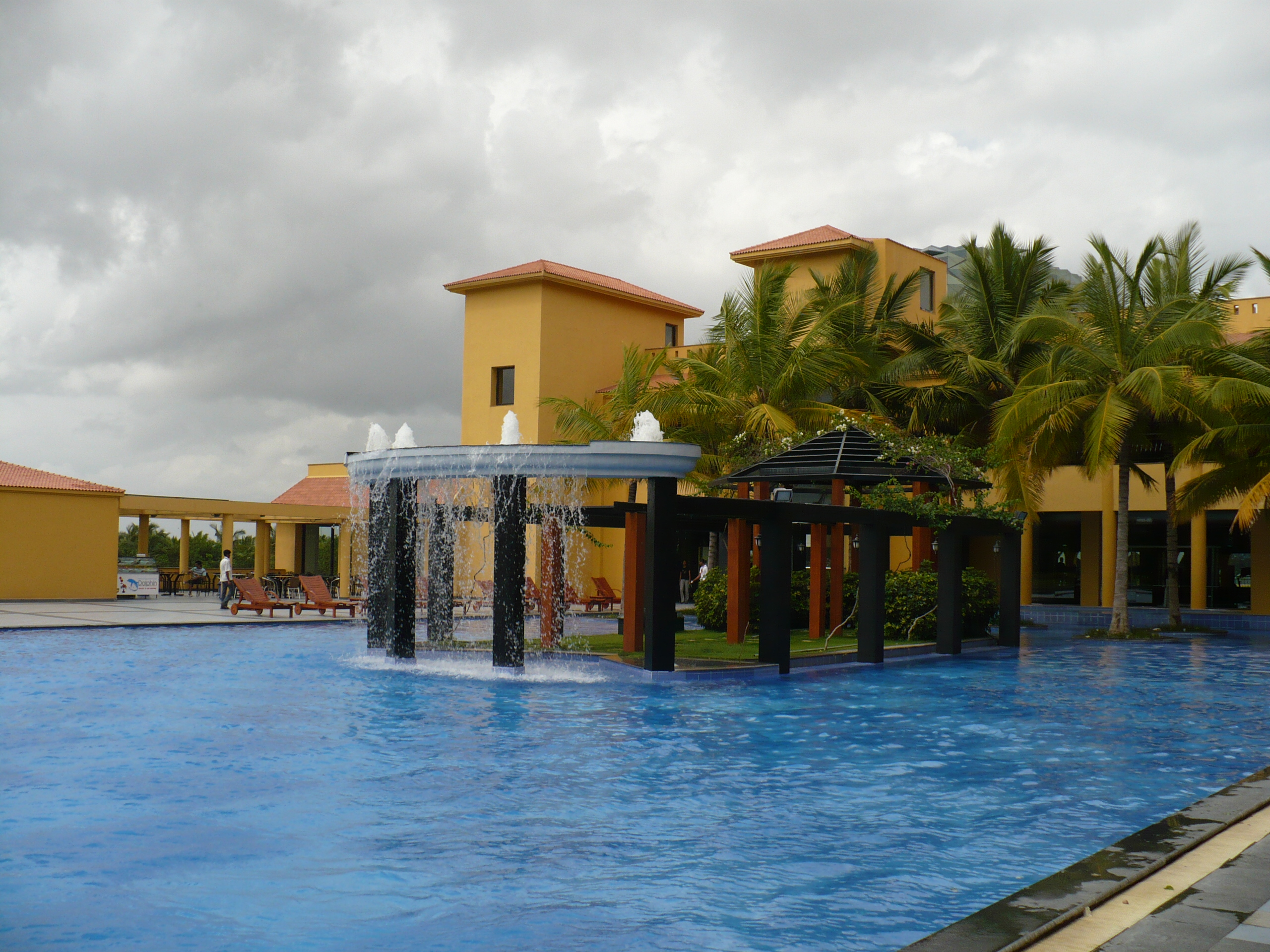
Piscine de Mysore
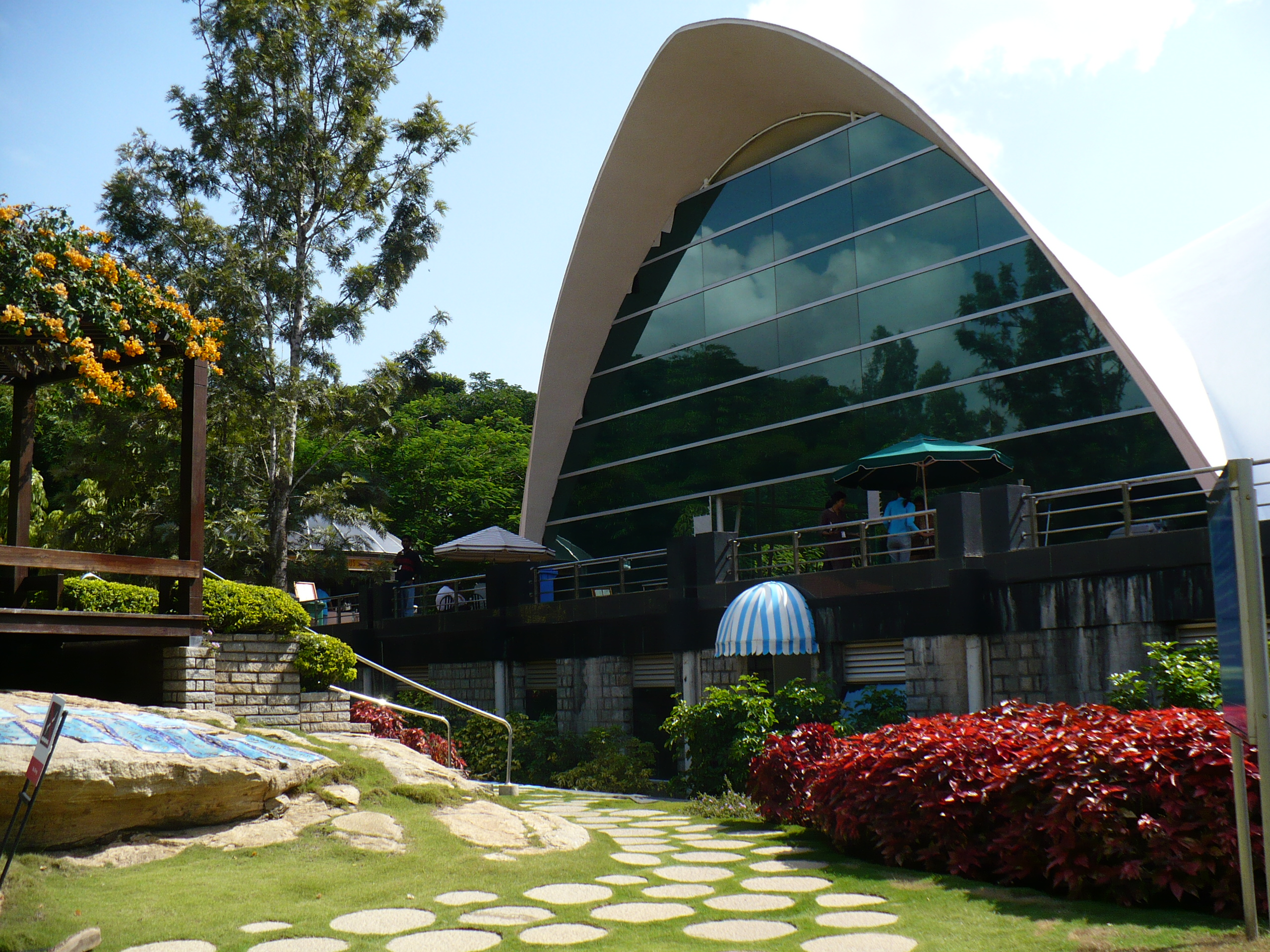
Cantine d'infosys à Bangalore
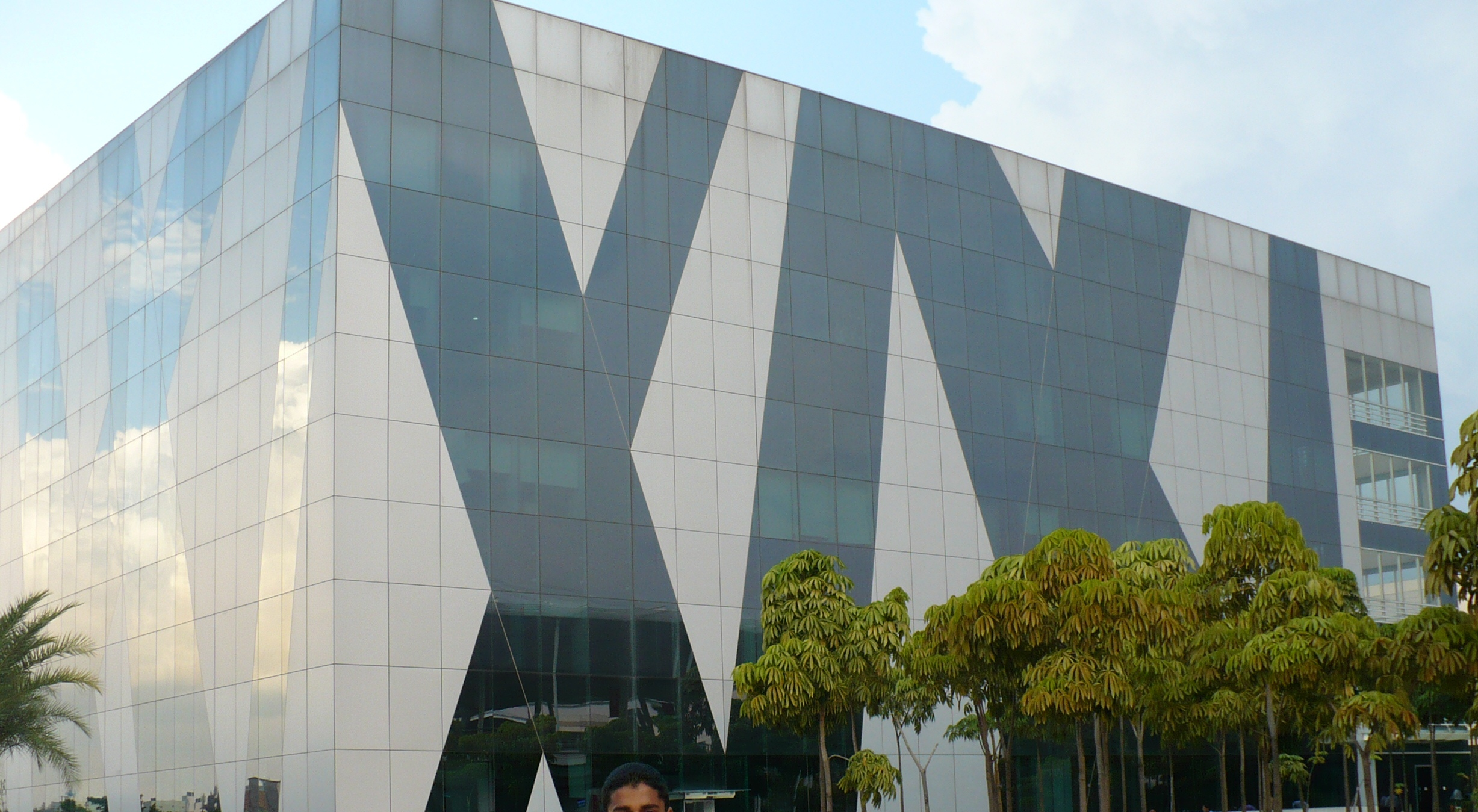
BPO à Bangalore
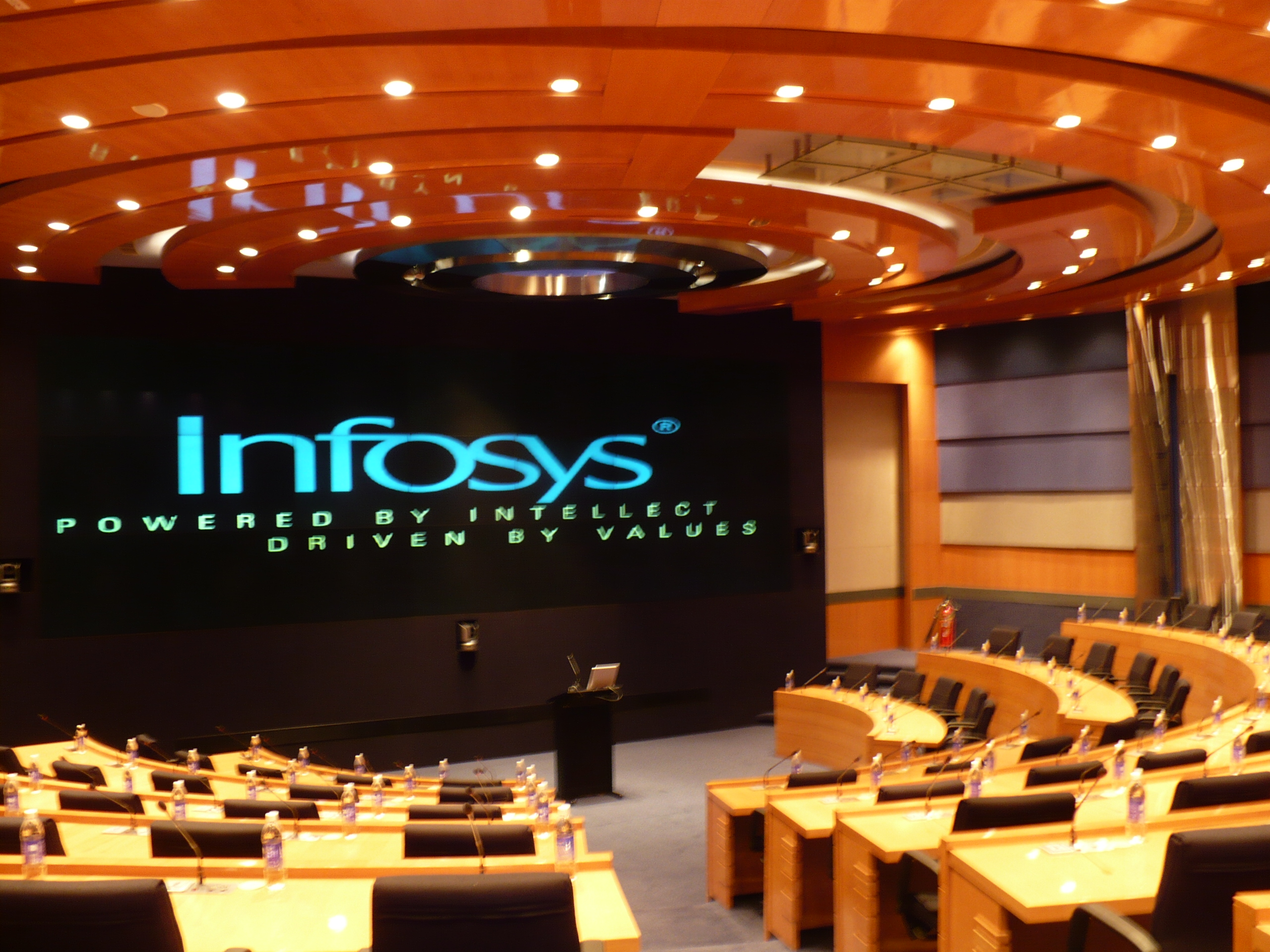
Le plus grand écran d'Asie, Bangalore
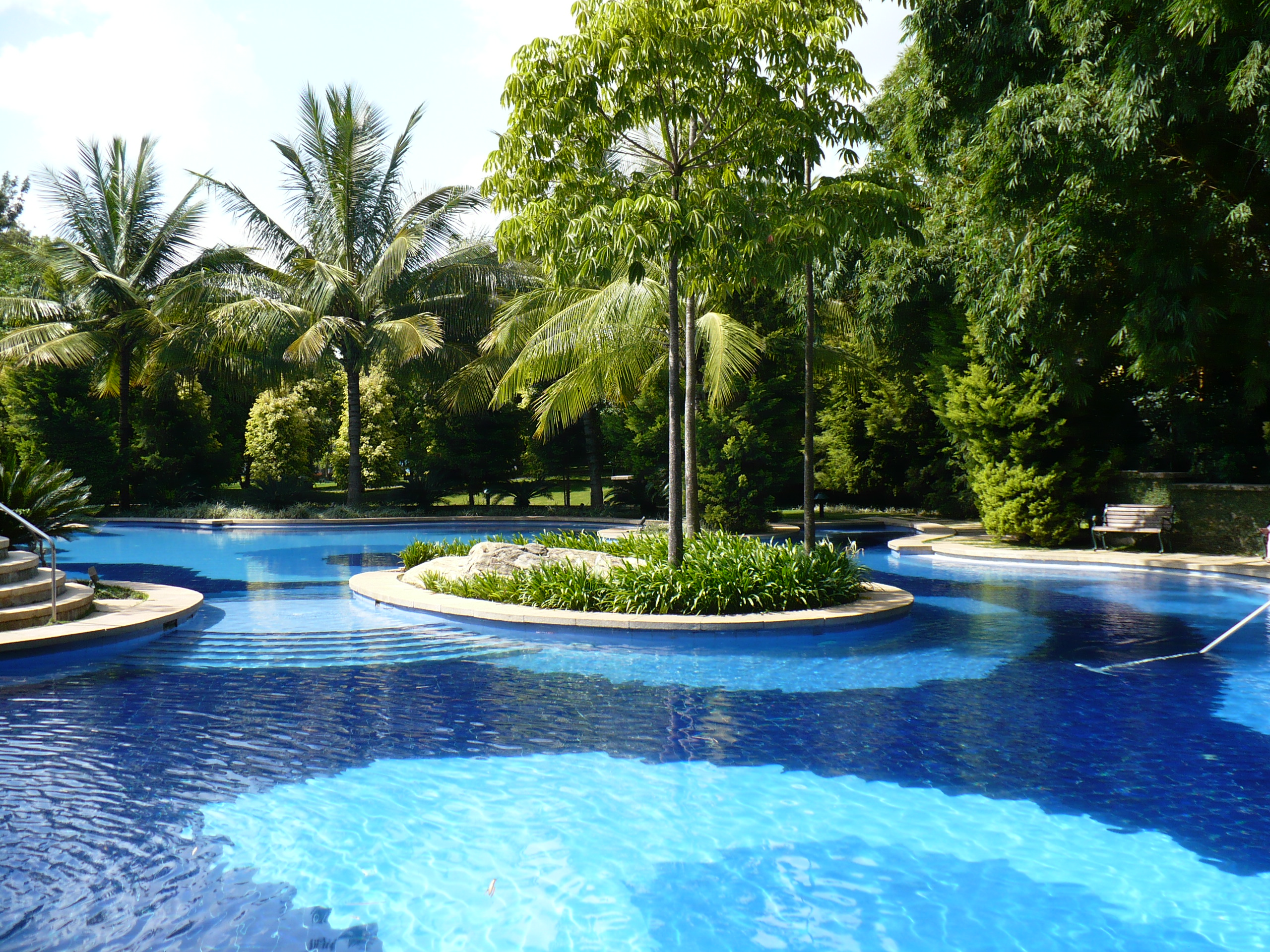
Piscine et spa d'Infosys à Bangalore